# The Mamas and the Papas (musikalbum)
The Mamas and the Papas är folkrockgruppen The Mamas and the Papas andra album, utgivet i september 1966 på skivbolaget Dunhill Records.
Om än inte lika fyllt med hits som debuten, If You Can Believe Your Eyes and Ears, brukar albumet räknas innehålla mycket fint material från gruppen. "Words of Love" och "I Saw Her Again" var albumets hits. "Dancing Bear" är en av gruppens mest annorlunda låtar med sin lugna grekisk/klassisk-inspirarade melodi. Samtidigt finns här "That Kind of Girl" som var en av de rockigaste låtar gruppen spelade in.
Under det att albumet spelades in lämnade Michelle Phillips gruppen och ersattes mycket kort av Jill Gibson, innan Phillips kom tillbaka igen. Det är oklart om Gibson medverkar på albumet, men man är ganska säker på att hon sjunger i låten "I Can't Wait".
På den tyska utgåvan av albumet (som släpptes på RCA Records) är låten "Once Was a Time I Thought" flyttad till slutet av albumet.

## Låtlista
Sida 1
1. "No Salt on Her Tail" – 2:43
2. "Trip, Stumble and Fall" (John Phillips, Michelle Gilliam) – 2:40
3. "Dancing Bear" – 4:10
4. "Words of Love" – 2:15
5. "My Heart Stood Still" (Lorenz Hart/Richard Rodgers) – 1:43
6. "Dancing in the Street" (Marvin Gaye/Ivy Hunter/William "Mickey" Stevenson) – 3:49

Sida 2
1. "I Saw Her Again" (Denny Doherty/John Phillips) – 3:13
2. "Strange Young Girls" – 2:55
3. "I Can't Wait" – 2:44
4. "Even if I Could" – 2:43
5. "That Kind of Girl" – 2:37
6. "Once Was a Time I Thought" – 1:01

Låtar utan angiven upphovsman är skrivna av John Phillips.